# Karl Dane
Karl Dane, nato Rasmus Karl Therkelsen Gottlieb (Copenaghen, 12 ottobre 1886 – Los Angeles, 14 aprile 1934), è stato un attore e comico danese naturalizzato statunitense.

## Biografia
Nato a Copenaghen, dal 1910 al 1919 fu sposato con Carla Dagmar Hagen, da cui ebbe due figli. Si trasferì da solo negli Stati Uniti nel 1916. Lavorò come meccanico prima in Nebraska e poi a New York. La sua intenzione era quella di mandare a chiamare la sua famiglia in seguito, ma con il passare del tempo perse i contatti con la moglie, che aveva anche problemi di salute. La coppia divorziò nel 1919.
Nel 1917 fece il suo debutto cinematografico con una piccola parte in un cortometraggio realizzato dalla Vitagraph. Tuttavia questo filmato andò perduto, cosicché la sua prima apparizione è riconducibile al film germanofobico della Warner Bros. My Four Years in Germany (1918), in cui interpretò il cancelliere von Bethmann-Hollweg. Girò in seguito altri film di propaganda anti-tedesca.
Nel giugno 1921 si sposò con un'immigrata svedese, Helen Benson, con cui visse in California e che morì di parto insieme alla loro figlia nel 1923. Incapace di far fronte alla perdita della moglie e della figlia, nel marzo seguente si sposò precipitosamente con Emma Awilda Peabody, ma si separò dopo poco tempo, a settembre dello stesso anno.
Nel dicembre 1924 venne selezionato per partecipare al film La grande parata di King Vidor, uscito nel 1925 con grande successo di critica e di incassi. La carriera di Dane quindi sbocciò.
Ne Il figlio dello sceicco (1926) recitò al fianco di Rodolfo Valentino e Vilma Bánky. Anche questo film, che uscì dopo la morte di Valentino, ebbe un enorme successo. Dane firmò quindi un contratto con la MGM nel 1926. Iniziò ad apparire in ruoli comici in diversi film tra cui La lettera scarlatta, La Bohème e Il misterioso Jimmy.
Nello stesso periodo Harry Rapf, dirigente MGM, durante la realizzazione del film Bardelys il magnifico, decise di accoppiare il corpulento Dane all'esile attore inglese George K. Arthur, andando a costituire un duo comico chiamato Dane & Arthur. Nel 1927 il primo film del duo, ovvero Rookies, diretto da Sam Wood, ebbe un successo immediato. Con la MGM girò quindi le commedie del duo Dane & Arthur ed ebbe anche ruoli drammatici, come ne La sete dell'oro (1928).
Nel luglio 1928 divenne cittadino statunitense cambiando legalmente il suo nome in Karl Dane.
Nel 1929, con la crescita di popolarità dei film sonori, la MGM era preoccupata che gli attori stranieri, come Dane, non sarebbero stati ideali per i film sonori. Dane venne quindi messo da parte per il suo forte accento danese. Venne fatto comunque partecipare marginalmente al film Hollywood che canta (1929), in cui appaiono anche Stanlio e Ollio.
Ebbe poi dei ruoli secondari nel film western-musicale Un marito fuori posto e nel dramma carcerario The Big House, entrambi datati 1930. Nello stesso anno la MGM rescisse il contratto di Dane a causa del suo accento danese.
Il duo Dane & Arthur continuò ad essere attivo per cortometraggi meno prestigiosi e per spettacoli teatrali fino al 1932, anno del corto Summer Daze che pose fine a questo sodalizio.
L'ultima apparizione cinematografica di Dane è quella nel film The Whispering Shadow, film del 1933 con protagonista Bela Lugosi.
Decise di ritirarsi dall'industria cinematografica e intraprese altre attività in differenti ambiti: lavorò nell'estrazione mineraria perdendo degli affari, poi come falegname, meccanico e anche nella ristorazione, senza successo data la sua condizione disperata di quei tempi. Fu così che tentò di rientrare nel cinema come comparsa, ma venne rifiutato.
Nell'aprile 1934 si tolse la vita a Los Angeles nella casa di una sua amica, a cui scrisse un biglietto. Al momento della sua morte l'artista aveva 47 anni. Né amici né parenti si fecero avanti per reclamare il corpo di Karl Dane. Fu così che le autorità si prodigarono per trovare alcuni parenti, anche tramite annunci sui giornali danesi. Il collega attore danese Jean Hersholt si impegnò affinché la MGM, che acconsentì, pagasse un degno funerale e la sepoltura. Venne seppellito preso l'Hollywood Forever Cemetery.
Ha ricevuto una stella sulla Hollywood Walk of Fame per il suo contributo al mondo del cinema. A partire dagli anni 2000 anche in Danimarca la sua importanza venne ampiamente rivalutata.

## Filmografia parziale
- My Four Years in Germany, regia di William Nigh (1918)
- The Triumph of Venus, regia di Edwin Bower Hesser (1918)
- To Hell with the Kaiser!, regia di George Irving (1918)
- Il gran giuoco (The Great Gamble), regia di Joseph A. Golden (1919)
- Daring Hearts, regia di Henry Houry (1919)
- The Everlasting Whisper, regia di John G. Blystone (1925)
- La grande parata (The Big Parade), regia di King Vidor (1925)
- Lights of Old Broadway, regia di Monta Bell (1925)
- La sua segretaria (His Secretary), regia di Hobart Henley (1925)
- La Bohème, regia di King Vidor (1926)
- Montecarlo (Monte Carlo), regia di Christy Cabanne (1926)
- Il figlio dello sceicco (The Son of the Sheik), regia di George Fitzmaurice (1926)
- La lettera scarlatta (The Scarlet Letter), regia di Victor Sjöström (1926)
- Bardelys il magnifico (Bardelys the Magnificent), regia di King Vidor (1926)
- The Red Mill, regia di William Goodrich (1927)
- Slide, Kelly, Slide, regia di Edward Sedgwick (1927)
- Rookies, regia di Sam Wood (1927)
- The Enemy, regia di Fred Niblo (1927)
- Slym papà (Baby Mine), regia di Robert Z. Leonard (1928)
- La sete dell'oro (The Trail of '98), regia di Clarence Brown (1928)
- Slim domatore (Circus Rookies), regia di Edward Sedgwick (1928)
- Detectives, regia di Chester M. Franklin (1928)
- Brotherly Love, regia di Charles Reisner (1928)
- Il misterioso Jimmy (Alias Jimmy Valentine), regia di Jack Conway (1928)
- The Duke Steps Out, regia di James Cruze (1929)
- Slim prende moglie (China Bound), regia di Charles Reisner (1929)
- Hollywood che canta (The Hollywood Revue of 1929), regia di Charles Reisner (1929)
- Cuori e motori (Speedway), regia di Harry Beaumont (1929)
- Navy Blues, regia di Clarence Brown (1929)
- Un marito fuori posto (Montana Moon), regia di Malcolm St. Clair (1930)
- Chi non cerca... trova (Free and Easy), regia di Edward Sedgwick (1930)
- Carcere (The Big House), regia di George W. Hill (1930)
- Billy the Kid, regia di King Vidor (1930)
- Passione cosacca (New Moon), regia di Jack Conway (1930)
- The Whispering Shadow, regia di Colbert Clark e Albert Herman (1933)